# Thereva intermedia
Thereva intermedia är en tvåvingeart som beskrevs av Krober 1913. Thereva intermedia ingår i släktet Thereva och familjen stilettflugor. Inga underarter finns listade i Catalogue of Life.